# Scaposophroniella flavomarmorata
Scaposophroniella flavomarmorata là một loài bọ cánh cứng trong họ Cerambycidae.